# Apparátchik
Apparátchik (en ruso: аппара́тчик; en AFI: [ʌpʌˈraʨɪk]; plural apparátchiki) es un término coloquial ruso que designaba a un funcionario profesional, a tiempo completo del Partido Comunista y por extensión, de la administración soviética (por ejemplo, un agente del "aparato" gubernamental o del partido que tenía un puesto de responsabilidad burocrática o política). El término no designaba a los altos cargos del Estado o el Partido.
El Diccionario Merriam Webster lo define como "miembro del aparato (del partido) comunista".  Por extensión, a lo largo del siglo XX se utilizó el término para describir a un burócrata que seguía ciegamente las instrucciones del partido. 
Los miembros del "aparato" eran frecuentemente transferidos entre diversas áreas de responsabilidad, habitualmente con una formación escasa o inexistente acerca de sus nuevas responsabilidades. Debido a ello, el término "apparátchik", o "agente del aparato", era habitualmente el que mejor describía su profesión. 
Además, el término estaba generalmente asociado con unas ciertas disposiciones, actitudes y apariencias. Cuando lo usaban personas externas al Partido o la administración soviéticos, tenía a menudo connotaciones despectivas.
Actualmente, el término se usa también en contextos diferentes a los de la antigua Unión Soviética. Por ejemplo, se usa a menudo para describir a personas que causan cuellos de botella burocráticos en organizaciones que antes de su aparición eran eficientes.